# PAVE PAWS

Aufklärung durch PAVE PAWS wird in blau dargestellt. Ergänzend die Darstellung in rot für den Aufklärungsbereich durch das ältere Ballistic Missile Early Warning System (BMWS) der US Air Force

PAVE PAWS ist ein militärisches Radar-Netzwerksystem des Air Force Space Command der Vereinigten Staaten von Amerika.

## Zweck
Derzeit sind drei Radarsysteme unterschiedlicher Leistungsfähigkeit und Konfiguration im Einsatz. PAVE steht dabei als Akronym für ein US Air Force Programm für elektronische Erkennungssysteme und PAWS für Phased Array Warning System (Warnssystem mit Phased-Array-Antenne). PAVE PAWS wurde von dem US-Rüstungsunternehmen Raytheon entwickelt und dient zur Erfassung und Erkennung von Starts von Submarine-launched ballistic missiles und Interkontinentalraketen (ICBM) im Atlantik und Pazifik. Mit diesem Radarsystem konnte die Frühwarnzeit entscheidend ausgeweitet werden und lag Anfang der 1980er-Jahre bei ca. 15 Minuten.
Als sekundären Auftrag gehört das PAVE PAWS-System auch zur Erfassung und Verfolgung von Satelliten in der Erdumlaufbahn unter anderem bis 1982 auch für die sowjetischen R-36-Raketen die mit Sprengköpfen nach dem Fractional Orbital Bombardment System bestückt waren.

## Merkmale
Diese 32 Meter hohen Radarstationen haben einen Durchmesser von rund 90 Metern mit auf zwei Seiten einer Pyramide angeordneten kreisförmigen Paneelen, die als Abstrahlflächen dienen und mit bis zu 3600 Radarantennen bestückt sind. Die Antennen arbeiten dabei im Frequenzbereich von 420 bis 450 MHz und haben eine Reichweite von bis zu 5550 Kilometern. Es gibt mehrere Varianten und Upgrades der Radarstationen mit den Bezeichnungen AN/FPS-115, AN/FPS-120, AN/FPS-123 und AN/FPS-126. Die modernste Version ist die AN/FPS-132 und wird auch als Upgraded Early Warning Radar (UEWR) bezeichnet und befindet sich auf der Beale Air Force Base in Kalifornien, der RAF Fylingdales (zuvor AN/FPS-126) in Großbritannien sowie der Thule Air Base in Grönland.

## Aktive Radarstationen
Im Einsatz befinden sich derzeit noch drei PAVE PAWS-Radarstationen, die drei Staffeln des 21st Space Wing für Raketenfrühwarnung und Weltraumüberwachung unterstellt sind:
- Cape Cod Air Force Station, Massachusetts, geführt durch die 6th Space Warning Squadron und seit 4. April 1980 im Einsatz,
- Beale AFB, Kalifornien, geführt durch die 7th Space Warning Squadron und seit 15. Oktober 1980 im Einsatz,
- Clear Air Force Station, Alaska, geführt durch die 13th Space Warning Squadron und seit 2001 im Einsatz.

Die Informationen der Radarstationen werden unmittelbar auch an das National Military Command Center (NMCC) im Pentagon in Washington D.C. und an das United States Strategic Command auf der Offutt Air Force Base in Nebraska weitergeleitet.

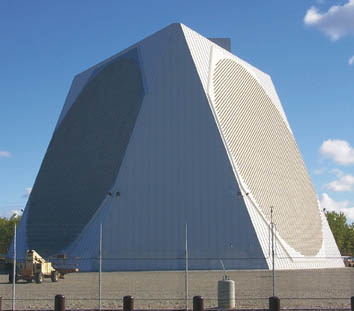
Radarstation auf der Clear Air Force Station in Alaska
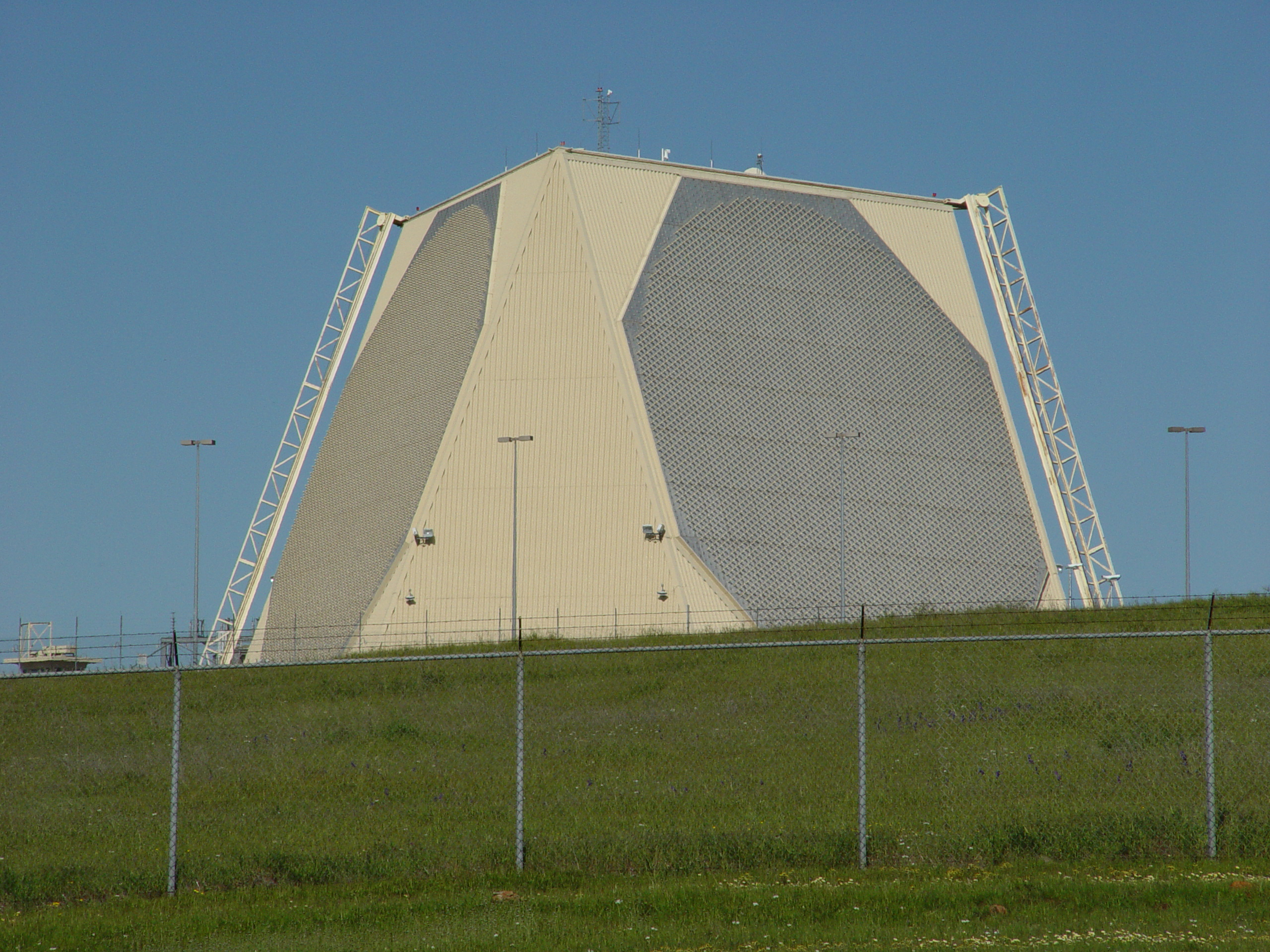
Radarstation auf der Beale Air Force Base in Kalifornien (Aufnahme 2010)
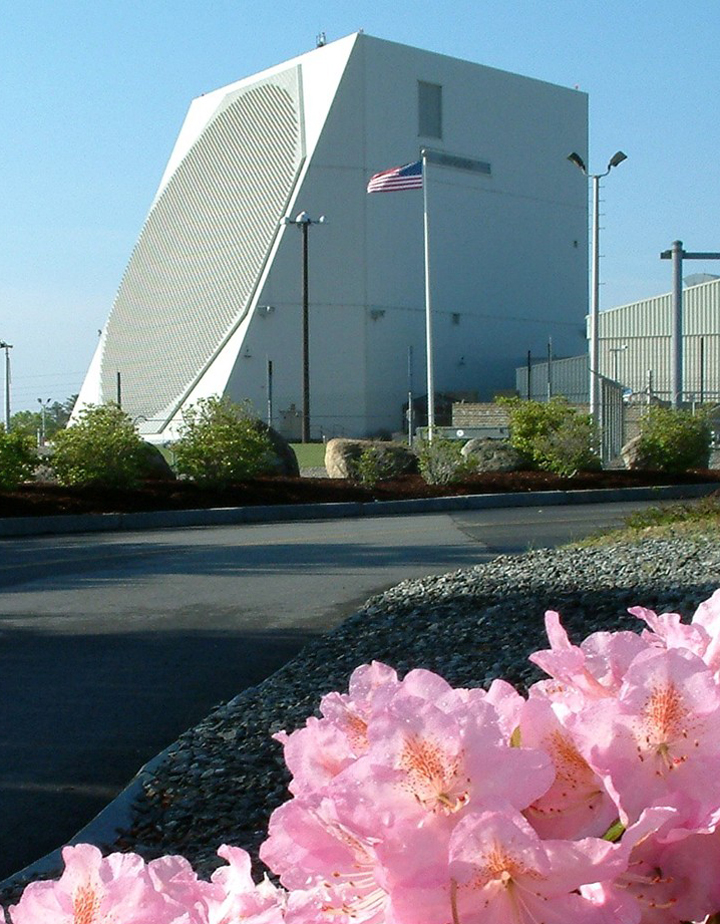
Radarstation auf der Cape Cod Air Force Station in Massachusetts (Aufnahme 2009)

## Ehemalige Radarstationen
Die beiden älteren Frühwarn-Radarstationen in der Version AN/FPS-115 auf der Robins Air Force Base in Georgia und der Eldorado Air Force Station in Texas haben bereits 1996 ihren Betrieb eingestellt. Das Radarsystem auf der Robins Air Force Base, zuletzt unter der Leitung der 9th Space Warning Squadron, wurde später abgebaut, modernisiert und ab 2001 als Ersatz für das Ballistic Missile Early Warning System (BMWS) auf der Clear Air Force Station in Alaska installiert.

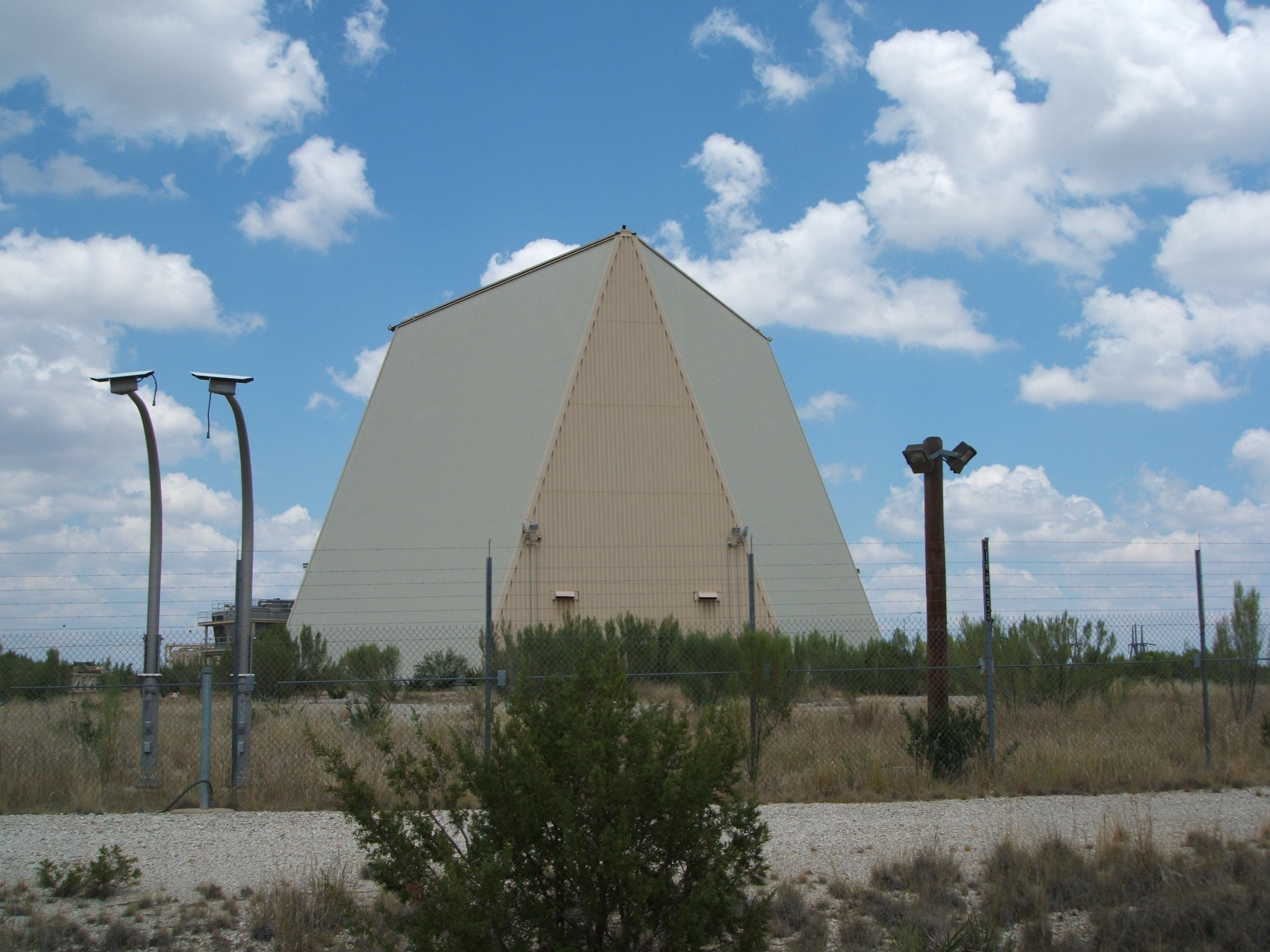
Ehemalige Radarstation auf der Eldorado Air Force Station in Texas